# TheGrefg
David Cánovas Martinez, né le 24 avril 1997 à Alhama de Murcia en Espagne, connu sous le nom de TheGrefg, est un vidéaste web, streamer et spéculateur immobilier espagnol . Avec près de 17 millions d'abonnés, il détient la septième chaîne YouTube avec le plus grand nombre d'abonnés en Espagne.

## Biographie

### Jeunesse
TheGrefg est né à Murcie le 24 avril 1997, à Alhama de Murcia, en Espagne. Il a lancé sa chaîne YouTube le 30 janvier 2012, à l’âge de 14 ans.
En 2016, il a cofondé l’équipe d’esports Team Heretics. En 2016, il s’est installé en Andorre ,. En janvier 2020, Epic Games a annoncé qu’une peau cosmétique à base de TheGrefg serait ajoutée à Fortnite aux côtés d’autres personnalités de la vie réelle associées au jeu comme Ninja et Loserfruit. En octobre 2020, Forbes Espagne incluait TheGrefg comme sixième influenceur en Espagne pour l’année,.

## Streamer
Il a commencé sur Twitch et en peu de temps, il est devenu l’un des 10 meilleurs Espagnols avec le plus de disciples. Mais un peu plus tard, il est passé à Mixer, la plateforme live que Microsoft a fini par vendre à Facebook. Après avoir terminé son contrat chez Mixer, il est retourné à la diffusion en direct sur Twitch et compte maintenant plus de 7 millions d’abonnés.

## Livres
TheGrefg a écrit deux livres. Le premier a été publié en 2018, intitulé Los secretos de YouTube et dans ce livre, David raconte tout ce qu’il a traversé pour en arriver là où il est sur YouTube. Dans le deuxième, intitulé Team Heretics : Todo lo que necesitas saber sobre esports, Grefg avec Goorgo et MethodZ dire tout derrière eSports et ce qu’ils ont vécu avec leur club Team Heretics.

## D'autres travaux
À ce jour, il a publié trois chansons. La première, intitulée Gracias a ti, devait célébrer ses 4 millions d’abonnés. Encore une fois, pour célébrer 10 millions d’abonnés, il a sorti une chanson en collaboration avec Zarcort et Piter-G. Enfin, pour présenter sa série de minecraft Calvaland a publié une chanson intitulée comme la même. Grefg était l’un des présentateurs avec Willyrex et El Rubius du programme Top Gamers Academy.

## Récompenses et nominations
En novembre 2019, TheGrefg est nommé dans la catégorie du « Créateur de l'année » lors des Game Awards, considérés comme les Oscars du jeu vidéo. Finalement, le prix est remporté par Mike Grzesiek, mieux connu sous le nom de Shroud. Lors de la présentation de son personnage dans le Fortnite sur sa chaîne Twitch, TheGrefg bat le record d'audience de la plateforme avec 2 468 668 téléspectateurs simultanés,,,,,, un record battu en juin 2022 par Ibai Llanos.

## Controverses
En 2020, le YouTubeur espagnol Dalas Review accusait TheGrefg d’escroquerie à ses abonnés, pour avoir fait une promotion, dans laquelle il prétendait pouvoir acheter les fameux AirPods de l’Apple, pour seulement dix euros d’expédition. Cette promotion a suscité beaucoup de controverse parce que de nombreux acheteurs n’ont pas reçu le produit annoncé. Après ces accusations, Grefg a fait une réponse vidéo, affirmant que : "L’entreprise n’était pas à moi et j’ai fait confiance à certaines personnes qui à l’époque considéré comme le plus apprécié. Puis j’ai découvert que c’était vraiment de la merde. Je n’esquive pas la situation et je sais qu’à ce moment-là, c’était mon erreur".